# 2741 Valdivia
2741 Valdivia је астероид главног астероидног појаса чија средња удаљеност од Сунца износи 2,606 астрономских јединица (АЈ).
Апсолутна магнитуда астероида је 12,0.